# Atløy
Atløy, es una isla ubicada en el municipio de Askvoll, en la región de Sogn og Fjordane, en Noruega. La isla se encuentra a 700 metros al oeste de la costa noruega, muy cerca del poblado de Askvoll. La isla tiene 480 habitantes (2001), los cuales viven alrededor de las costas de la isla.